# Athenaeum Club

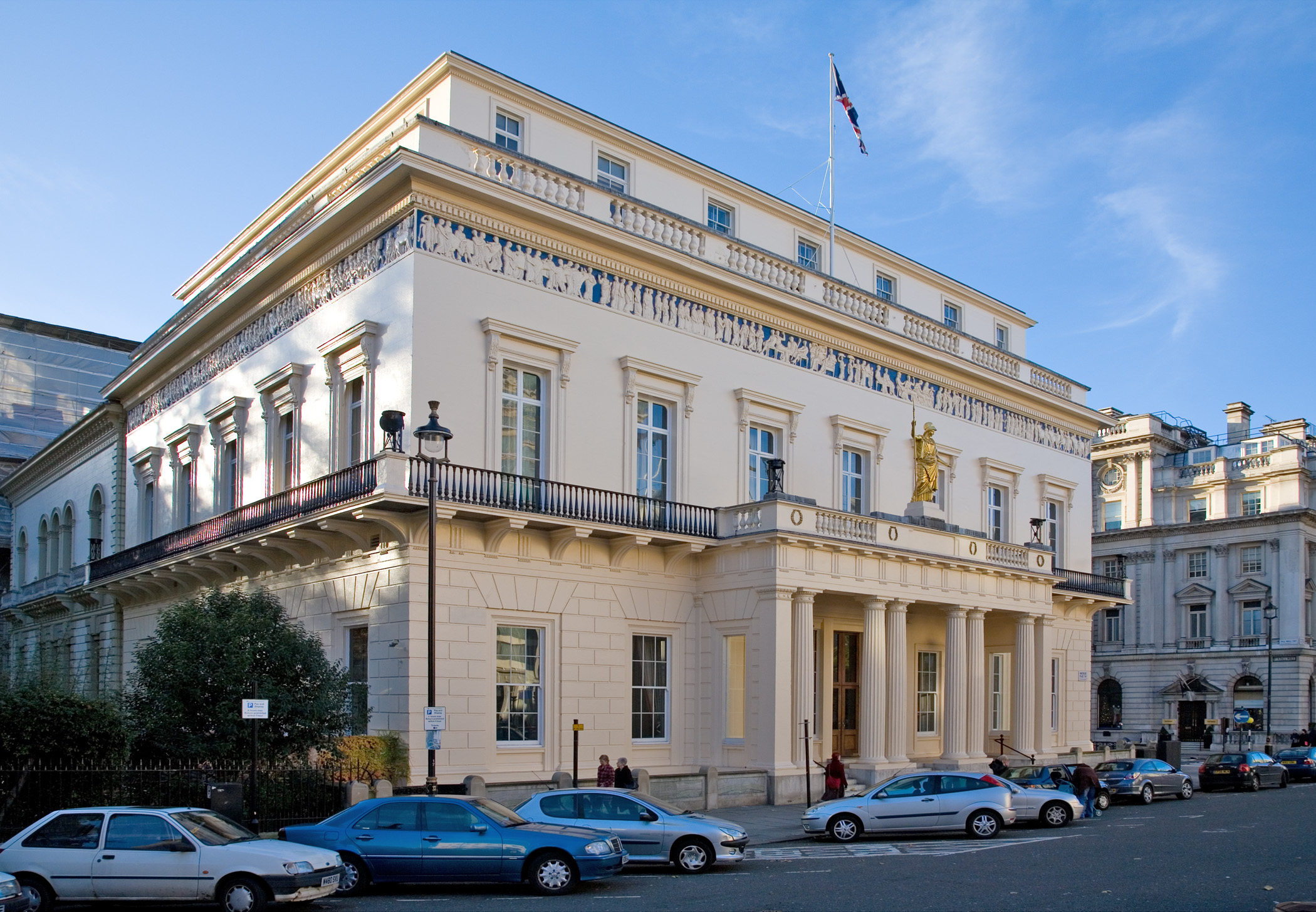
Der Athenaeum Club in südöstlicher Ansicht (2006)

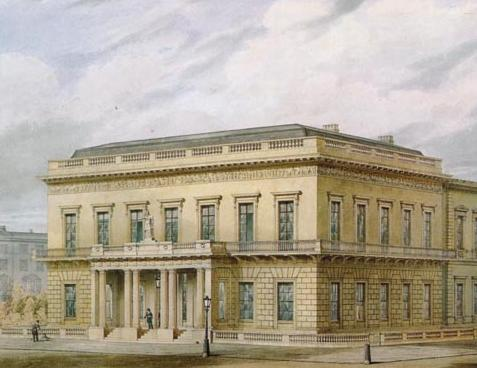
Der Athenaeum Club (1830er Jahre)

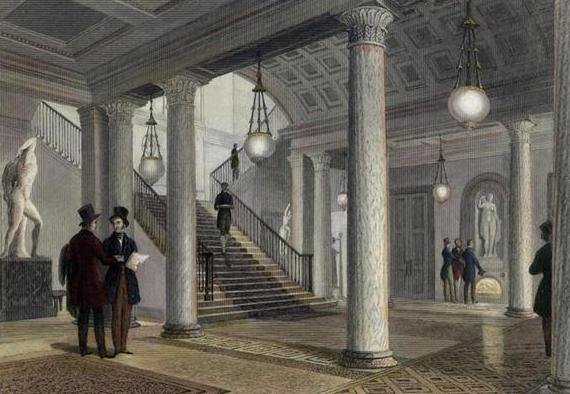
Lobby des Athenaeum Club, Gravur von 1845

Der Athenaeum Club ist einer der renommiertesten Clubs in London im Vereinigten Königreich.

## Ausrichtung
Ursprünglich war der 1824 unter anderem von John Wilson Croker und Thomas Lawrence gegründete Club primär für Künstler, Literaten und Wissenschaftler gedacht. Dementsprechend ziert das Clubemblem auch der Kopf der griechischen Weisheitsgöttin Athene. Die Aufnahme war daher auch nicht in gleichem Maße wie bei anderen Clubs an Geburt, Stand oder Vermögen geknüpft als vielmehr an die eigenen Leistungen des Applikanten in seiner jeweiligen Fachdisziplin. Dementsprechend hat das Athenaeum im Laufe seiner fast zweihundertjährigen Geschichte über fünfzig Nobelpreisträger hervorgebracht, davon mindestens einen in jeder Disziplin. Berühmt ist der Club auch für seine mehr als 80.000 Bände umfassende Bibliothek. Im Laufe der Zeit wurde die wissenschaftlich-künstlerische Ausrichtung durch die verstärkte Aufnahme von Politikern, Bischöfen und Adeligen etwas verwässert.

## Mitglieder
Die Mitgliederzahl war ursprünglich auf 1.000 begrenzt, wurde aber zwischendurch aus Geldnöten immer wieder einmal vorübergehend oder dauerhaft angehoben; heute liegt das Limit bei 2.000. Zu den berühmtesten Mitgliedern des Athenaeum zählen Rudyard Kipling, Charles Darwin, Lord Palmerston, Walter Scott, William Makepeace Thackeray, Cecil Rhodes, Winston Churchill, Arthur Balfour und Samuel Edwards. Nachdem der Club für seine weiblichen Gäste 1936 ein Gebäude an den Carlton Gardens angemietet und 1961 am Clubhaus einen eigenen Damenflügel angebaut hatte, nimmt man seit 2002 nun Frauen auch als Mitglieder auf.

## Clubhaus
Das von Decimus Burton im klassizistischen Stil erbaute Clubhaus steht an 107 Pall Mall. Die zum Waterloo Place gerichtete Hauptfassade ziert ein dorischer Portikus mit Säulenpaaren und einer von Edward Hodges Baily geschaffenen goldenen Athene-Statue auf dem Sims. Unter der Dachbalustrade verläuft ein dem Parthenon nachempfundenes blau-weißes Bas-Relief-Fries.